# Peter Darbishire Orton
Peter Darbishire Orton (ur. 28 stycznia 1916, zm. 7 kwietnia 2005) – angielski mykolog.

## Życiorys
Urodził się w Plymouth jako syn naukowca J.H. Ortona. Uczył się w Oundle School and Trinity College w Cambridge nauk przyrodniczych, muzyki i historię, otrzymując dyplom w 1937 roku. Następnie studiował w Royal College of Music, z przerwą na służbę wojenną w Royal Artillery. Po ukończeniu studiów Orton uzyskał stanowisko nauczyciela muzyki w Epsom College w Surrey. W 1960 r. objął stanowisko w nowo otwartej szkole Rannoch w Perthshire w Szkocji, gdzie uczył biologii, języka angielskiego i muzyki. Pozostał tam aż do przejścia na emeryturę w 1981 roku. W 1986 roku przeniósł się do Crewkerne, gdzie nadal zbierał grzyby i publikował o nich artykuły. Jego ostatni artykuł ukazał się w 1999 roku.

## Praca naukowa
Nie posiadał wykształcenia biologicznego. Grzybami zainteresował go przyjaciel A.A. Pearson, który był także zapalonym muzykiem. Obydwaj osiągnęli dużą wiedzę w zakresie rozpoznawania ich gatunków. W 1955 roku P.D. Orton otrzymał grant Fundacji Nuffield na współpracę z dr R.W.G. Dennis, kierownikiem mykologii w Kew Gardens. W ramach grantu opracował nową listę grzybów Anglii, która przez 45 lat pozostała standardowym dziełem w swojej kategorii. W opracowaniu tym znalazło się wiele nowych gatunków grzybów opisanych po raz pierwszy przez P.D. Ortona.
P.D. Orton opublikował obszerne artykuły o grzybach w biuletynach brytyjskich i europejskich. Opisał ponad 100 nowych gatunków. Przy nadanych przez Ortona naukowych nazwach grzybów zamieszcza się skrót jego nazwiska P.D. Orton.

## Ważniejsze publikacje
- Dennis, R.W.G., Orton, P.D., & Hora, F.B. (1960). New checklist of British agarics and boleti. Supplement to Transactions of the British Mycological Society
- Orton, P.D. (1960). New checklist of British agarics and boleti part III. Notes on genera and species. Transactions of the British Mycological Society 43: 159-439
- Orton, P.D. (1986). British Fungus Flora 4. Pluteaceae: Pluteus & Volvariella. Edinburgh: Royal Botanic Garden
- Orton, P.D. (1986). Fungi of northern pine and birch woods. Bulletin of the British Mycological Society 20: 130-145
- Orton, P.D. (1987). Notes on some agarics from Scotland. Notes from the Royal Botanical Garden, Edinburgh 44: 485–502
- Orton, P.D. (1999). New and interesting agarics from Abernethy Forest, Scotland. Kew Bulletin 54: 705-714